# Мартін Еллінгсен
Мартін Шельбред Еллінгсен (норв. Martin Skjelbreid Ellingsen, нар. 4 травня 1995, Ельверум, Норвегія) — норвезький футболіст, півзахисник клубу АІК.

## Ігрова кар'єра

### «Конгсвінгер»
Грати у футбол Мартін Еллінгсен починав у своєму рідному місті Ельверум у однойменному клубі. У 2012 році він перейшов до складу «Конгсвінгера», який на той момент грав у першому дивізіоні. Навесні 2013 року Еллінгсен дебютував на професійному рівні.
За п'ять сезонів Еллінгсен разом з командою пограв у першому і другому дивізіонах норвезького чемпіонату і провів за клуб понад сто матчів.

### «Молде»
У грудні 2017 року Мартін приєднався до складу «Молде» і вже за місяць футболіст відзначився першим забитим голом за команду.
Влітку 2019 року відбувся дебют Еллінгсена на міжнародній арені. Футболіст вийшов на поле у матчі кваліфікації Ліги Європи проти ісландського КР. У матчі групового раунда Ліги Європи 2020/21 Мартін Еллінгсен відзначився забитим голом у ворота лондонського «Арсенала».
У кінці 2019 «Молде» оголосив про згоду футболіста подовжити контракт до 2022 року.

### АІК
31 грудня 2023 року перейшов у шведський клуб АІК, підписавши контракт на три роки.

## Досягнення
- Чемпіон Норвегії (2):

«Молде»: 2019, 2022
- Володар Кубка Норвегії (2):

«Молде»: 2021-22, 2023